# Могила Мечетна

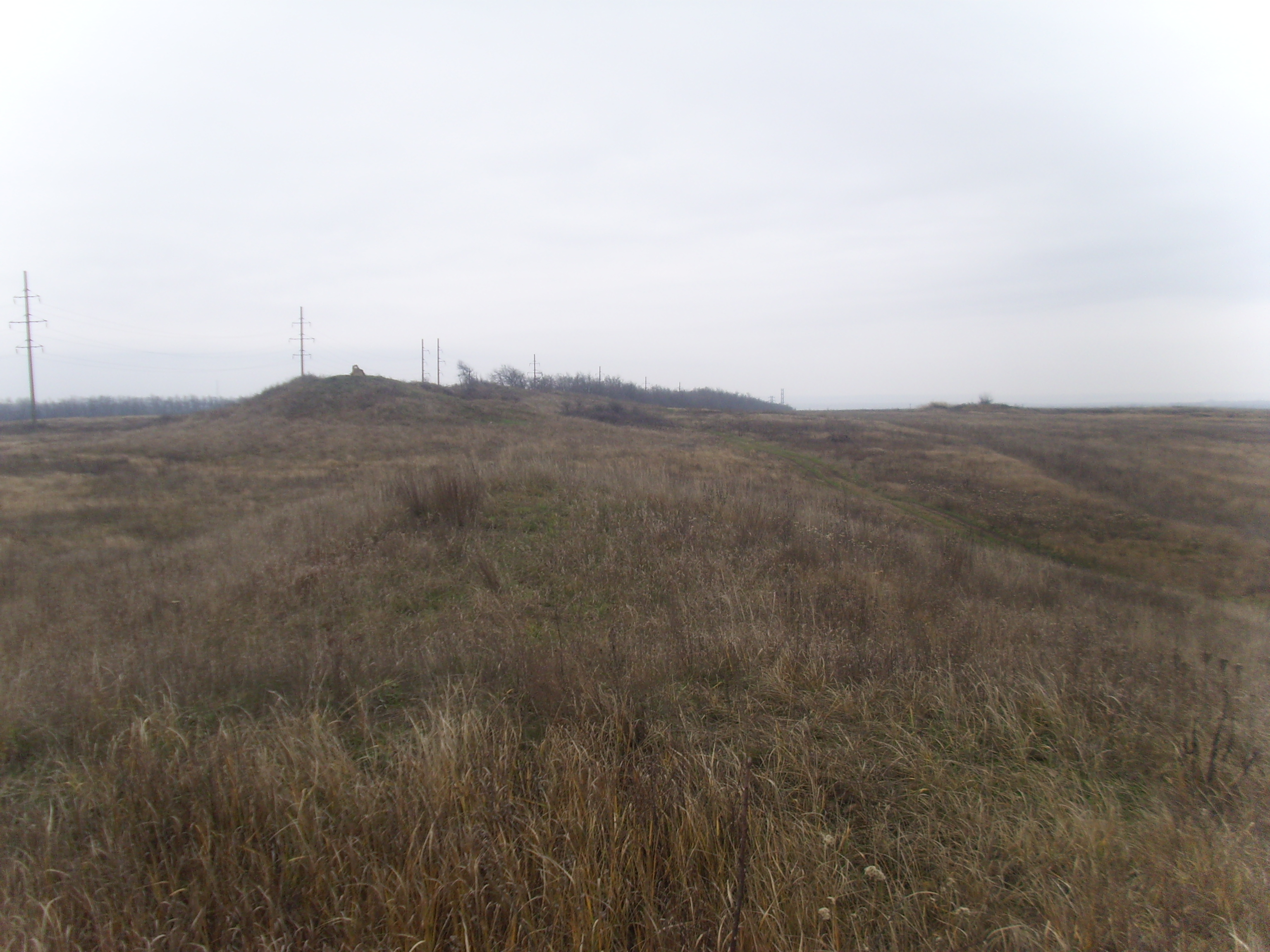
Група курганів Могила Мечетна

Могила Мечетна — височина (367,1 м над рівнем моря), яку прийнято називати горою. Розташована в околицях міста Петрово-Красносілля (колишнє Петровське) Краснолуцької міської ради Луганської області України.

## Особливості рельєфу
Гора Могила Мечетна є найвищою точкою Донецького кряжа — тектонічної структури, що є вододілом між Дніпром і Доном. На місцевості Могила Мечетна, явно не виділяється серед оточуючого рельєфу.

## Особливості кліматичних умов району розташування
У найбільш піднесеній частині Донецького кряжа випадає найбільша в Луганський області середньорічна кількість опадів — 550 мм. Дощі тут часто випадають у вигляді короткочасних злив, сніговий покрив глибший і лежить довше, ніж в інших районах.

## Курганний могильник Могила Мечетна

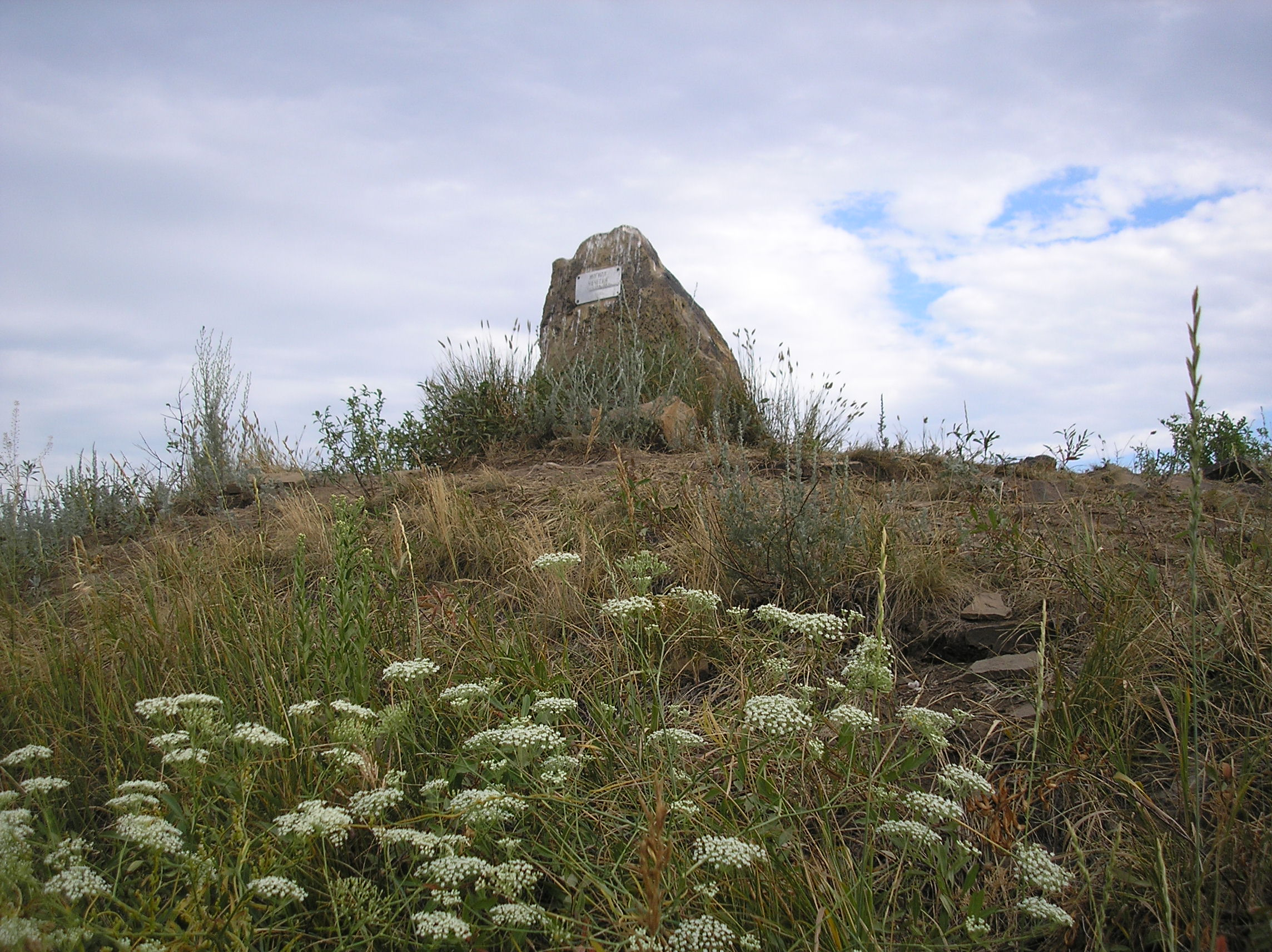

Курганний могильник Могила Мечетна — пам'ятка археології (4 — 3 тис. до н. е., 2 тис. — 10 ст. до н. е.).